# 韦勒-佩雷讷
韦勒-佩雷讷（法語：Welles-Pérennes，法語發音：[wɛl peʁɛn]）是法国瓦兹省的一个市镇，属于克莱蒙区。

## 地理
韦勒-佩雷讷（49°36'29"N, 2°29'0"E）面积13.41 平方千米，位于法国上法蘭西大區瓦兹省，该省份为法国北部内陆省份，北起索姆省，西接厄尔省和滨海塞纳省，南至塞纳-马恩省和瓦兹河谷省，东临埃纳省。
与韦勒-佩雷讷接壤的市镇（或旧市镇、城区）包括：布鲁瓦、小克雷沃克尔、费里耶尔、拉埃雷勒、普兰维尔、鲁瓦约库尔、桑莫兰维莱、勒卡尔多努瓦、梅尼勒圣乔治。

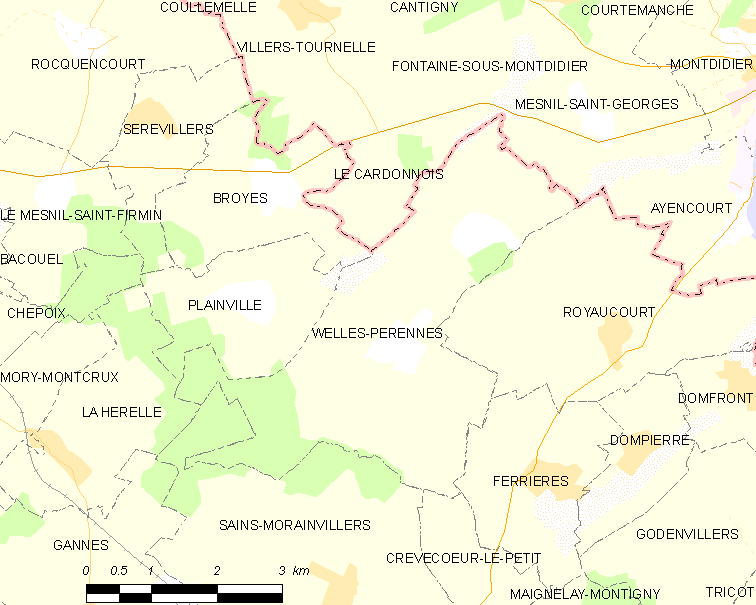
韦勒-佩雷讷的OSM定位图

韦勒-佩雷讷的时区为UTC+01:00、UTC+02:00（夏令时）。

## 行政
韦勒-佩雷讷的邮政编码为60420，INSEE市镇编码为60702。

## 政治
韦勒-佩雷讷所属的省级选区为埃斯特雷圣但尼县。

## 人口

1962-2008年间韦勒-佩雷讷人口变化图示

韦勒-佩雷讷于2022年1月1日时的人口数量为238人。